# Ettore Vernazza
Ettore Vernazza (Genova, ... – Genova, 27 giugno 1524) è stato un notaio e filantropo italiano.
Seguace di Caterina Fieschi Adorno, conosciuta come santa Caterina da Genova, ha avuto un biografo d'eccezione in Federico Donaver che ha riassunto la sua vita nel libro Vie di Genova, pubblicato dalla Ed. Moderna nel 1912. A Vernazza, infatti, benemerito cittadino (nel 1512 lasciò disposizioni testamentarie perché fossero create all'Università degli studi di Genova quattro cattedre di medicina), la municipalità di Genova ha dedicato una via nel quartiere di Piccapietra.

## Biografia
Ettore Vernazza, figlio del notaio Pietro e di Battistina Spinola, era anch'egli un reputato notaio del XVI secolo (la sua data di nascita non è nota); nel 1497 riformò e ripristinò l'antica Compagnia del Mandiletto, confraternita di fondazione medievale che aveva avuto sede alla Chiesa di Santa Maria di Castello, una sorta di consorteria che aveva lo scopo di raccogliere elemosine per i poveri. La nuova sede venne collocata alla chiesa di San Colombano. Secondo il dialetto ligure il mandiletto è un piccolo fazzoletto: il mandiletto serviva a coprire il volto dello stesso Vernazza quando si recava nelle case dei meno abbienti a lasciare dei sussidi in denaro.
Vernazza è conosciuto però soprattutto come fondatore a Genova dell'Ospedale degli Incurabili o dei Cronici, i cui primi statuti vennero approvati dal Senato della Repubblica di Genova il 27 novembre dell'anno 1500: si trattò del primo ospedale per incurabili, a cui ne seguì a fondare altri in tutta Italia, almeno undici, tramite diverse compagnie ed associazioni da lui stesso fondate ed animate. Il filantropo genovese fondò anche nella sua città il Conservatorio delle Figlie di San Giuseppe per l'educazione di fanciulle povere ed istituì con il contributo del doge Ottaviano Fregoso, un lazzaretto per gli appestati (che trovò sistemazione da principio nel quartiere della Foce, prima di essere trasferito in Portoria).
Dopo la nascita della sua associazione, la Compagnia del Divino Amore, si occupò del secondo ospedale, stavolta a Roma, l'Ospedale di San Giacomo degli Incurabili nel 1515, e più tardi a Napoli, nel 1517, fondò il Complesso degli Incurabili. Rimasto vedovo, si ritirò nell'ospedale dei Cronici "che lasciò erede di ogni sua sostanza e dove morì di pestilenza il 27 giugno 1524".

## Su Battistina Vernazza
Sempre secondo Donaver, anche la figlia di Vernazza, Battistina (nata il 15 aprile 1497), dedicò la propria esistenza alla letteratura, alla religione cattolica e allo svolgimento di opere di carità. "Si narra - racconta Donaver - che a dieci anni componesse una lodata canzone alla Madonna e a tredici era già novizia nel monastero delle Grazie del quale in giovanissima età fu eletta badessa".
Scrisse trattati spirituali, "leggiadrissime rime e - sempre secondo Donaver - molte lettere in purissima lingua. Era così rinomata per la sua virtù ed il suo senno che il padre, eminenti personaggi e lo stesso pontefice la richiedevano di consiglio ed istruzioni. Benefica quanto mai, - aggiunge Donaver - cooperò al padre suo nelle opere di beneficenza da lui create, e tutta la vita, finita il 9 maggio del 1587, dedicò alle pratiche religiose e al soccorso dei poveri".

## Canonizzazione
Nel 2018 viene avviata la causa di beatificazione, divenendo Servo di Dio.